# 데스 레이스: 인페르노
데스 레이스: 인페르노(Death Race: Inferno)는 미국에서 제작된 로엘 르네 감독의 2012년 액션, SF, 스릴러 영화이다. 루크 고스 등이 주연으로 출연하였다.

## 출연

### 주연
- 루크 고스
- 대니 트레조
- 빙 라메스

### 조연
- 타니트 피닉스
- 더그레이 스콧
- 랭글리 커크우드
- 미쉘 반 샤이크

## 제작진
- 원작자: 로버트 톰
- 원작자: 찰스 B. 그리피스
- 원조: 폴 앤더슨
- 원조: 토니 기글리오